# Colle di Val d'Elsa
Colle di Val d'Elsa es una localidad italiana de la provincia de Siena, región de Toscana, con 21.346 habitantes.

Ubicación de la ciudad de Colle di Val d'Elsa dentro de la provincia de Siena.

## Evolución demográfica
| Gráfica de evolución demográfica de Colle di Val d'Elsa entre 1861 y 2001 |
|                                                                           |
| Fuente ISTAT - Elaboración gráfica por parte de Wikipedia                 |